# Slovakisk Wikipedia
Slovakisk Wikipedia (slovakisk: Slovenská Wikipédia,  dansk: den slovakisksprogede Wikipedia) er den slovakisksprogede  version af det verdensomspændende encyklopædi-projekt Wikipedia. Slovakisk Wikipedia blev lanceret 23. september 2003.
Pr. fredag den 28. marts 2025 har den slovakisksprogede Wikipedia 252.969 artikler, 516 aktive bidragydere og 11 administratorer.

## Gallery
- Slovakisk Wikipedias logo for 200.000 artikler (5. februar 2015)